# Kanis & Gunnink
Kanis & Gunnink is een Nederlands bedrijf dat koffie produceert.
In 1880 werd door Hendrik Kanis in Kampen een winkel opgericht in oosterse waren. Frans Gunnink kwam hier te werken, maar wilde in 1885 ontslag nemen, nadat hij in Kampen Paul Krüger had ontmoet. De Zuid-Afrikaanse staatspresident bezocht Nederland om steun te krijgen voor de Boerenrepubliek. Gunnink was ingegaan op de uitnodiging te emigreren en leraar te worden in Zuid-Afrika. Kanis zag hem echter niet graag gaan en bood Gunnink een mededirectiepost aan in de firma, die verder zou gaan onder de naam Kanis & Gunnink.
In 1920 wordt thee toegevoegd aan het assortiment. In 1923 werd het een naamloze vennootschap en de naam gewijzigd in N.V. Stoomkoffiebranderij en Theehandel Kanis en Gunnink. In 1928 overleed mede-oprichter en directeur Frans Gunnink.
Om klanten te binden bracht Kanis & Gunnink een grote hoeveelheid verzamelartikelen uit, zoals plaatjesalbums. Mensen moesten daarvoor de plaatjes sparen uit de pakken koffie. Enkele bekende titels zijn "Het Honderd Dieren Boek, een reis om de wereld" en "De wonderlijke verhalen van Gulliver’s reizen."
In 1969 nam Douwe Egberts een meerderheidsbelang in de N.V Koffiebranderij en Theehandel Kanis en Gunnink. De twee bedrijven werkten al samen op technisch gebied, maar Douwe Egberts wil een verdere groei van Kanis & Gunnink mogelijk maken. Douwe Egberts is fors groter en telde toen 3000 medewerkers en Kanis & Gunnink slechts 120. In 1992 raakte het bedrijf het predicaat hofleverancier kwijt, omdat Kanis & Gunnink volledig in handen was gekomen van Douwe Egberts. Als alternatief mag Kanis & Gunnink het stadswapen van Kampen op de verpakking afdrukken.
In 2001 werd de fabriek in Kampen gesloten en Kanis & Gunnink resteert alleen nog als merknaam.